# Pimpla laothoe
Pimpla laothoe är en stekelart som beskrevs av Cameron 1897. Pimpla laothoe ingår i släktet Pimpla och familjen brokparasitsteklar. Inga underarter finns listade i Catalogue of Life.